# 陶拉西
陶拉西（義大利語：Taurasi），是意大利阿韦利诺省的一个市镇。总面积14平方公里，人口2553人，人口密度182.4人/平方公里（2009年）。ISTAT代码为064107。